# Anastigmat
Anastigmát ali anastigmátični objektív je vrsta fotografskega objektiva, ki ima v celoti popravljene nekatere optične napake leč, večinoma: sferno aberacijo, komo in astigmatizem. Zgodnji objektivi so v svojem imenu vsebovali besedo anastigmat zaradi oglaševanja te nove zmožnosti (Doppel Anastigmat, Voigtländer Anastigmat Skopar, itd.). Vsi sodobni fotografski objektivi so večinoma blizu anastigmatičnim.
Prvi anastigmat je skonstruiral nemški fizik in optik Paul Rudolph za podjetje Carl Zeiss. Zeiss je izdeloval in prodajal anastigmate pod imenom Protar med letoma 1890 in 1893. Protar je bil po vrsti drugi anastigmat za Rossovim koncentričnim objektivom, skonstruiranim okoli leta 1888 in izdelanim v angleškem podjetju Ross Ltd.
- Shema Protarja, 1890
- Carl Zeiss Jena Protar, serija V, f18, dokumentacija Carl Zeiss, 1901
- Shema Cookeovega tripleta, najenostavnejšega anastigmata, 1893
- Steinheilov anastigmat triplet Cookeovega tipa Cassar f3,5